# Simone (chanteur)
 (mars 2010).
Si vous disposez d'ouvrages ou d'articles de référence ou si vous connaissez des sites web de qualité traitant du thème abordé ici, merci de compléter l'article en donnant les références utiles à sa vérifiabilité et en les liant à la section « Notes et références ».
Pour l’article homonyme, voir Simone.
Simone Tomassini est un chanteur italien né dans la province de Côme (Lombardie) le 11 mai 1974. 

## Biographie
Il a étudié le piano et le chant à l'école N.A.M.M. Il compose sa première chanson, Ma ma perche, à seulement 14 ans. En 1989, il commence à chanter en public, d'abord en Lombardie puis dans toute l'Italie.
Le 3 janvier 2001, il rencontre l'arrangeur Niccolò Fragile qui avec lequel il met au point son premier album. En 2003, Enrico Rovelli devient son manager. Simone fait ses débuts au Festival de Sanremo en 2004 avec E' stato tanto tempo fa. Il arrive douzième. Il participe dans la foulée à trois manifestations du Festivalbar 2004, dont la soirée finale aux Arènes de Vérone. Le même été, il fait la première partie des concerts du Buoni o cattivi tour 2004 de Vasco Rossi. 
Tandis que son premier album, Giorni, se classe bien dans les charts, Il mondo che non c'e', son second single est l'une des chansons les plus écoutée de l'été 2004. 
En mars 2005, il participe à la deuxième édition du reality show musical Music Farm et se classe troisième. En mai sort son deuxième album Buon viaggio, suivi d'une tournée à travers toute la péninsule, le Festivalbar 2005 et le Tim Tour 2005. Simone assure à nouveau la première partie des concerts de Vasco Rossi pour le Buoni o  cattivi tour 2005, via le Heineken Jamin Festival. 
Le 20 octobre, il organise un concert à l'Alcatraz de Milan, conçu comme une grande fête pour tous les fans qui l'ont suivi depuis ses débuts sur scène à San Remo. Le DVD Simone Live 05 Alcatraz Milano sorti en 2006 et enregistré au cours de la soirée se place immédiatement dans le top des meilleures ventes. 
En mai 2006, sous la production artistique et les arrangements de Vince Tempera, il sort son troisième album,  Sesso, gioia, rock 'n roll, qui contient la version italienne de la chanson  Don't Cry des Guns N'Roses. 
La chanson Fuori come un balcone est choisie par Jerry Cala comme bande originale de son dernier film Vita Smeralda. En mai 2007, il sort le single Niente da perdere. Cette chanson reste pendant 60 jours à la première place dans les palmarès des ventes d'iTunes. 
En décembre 2008, Simone remporte le concours MTV avec Va tutto bene. 
Il prépare actuellement son 4e album.